# El vendedor de sueños (película)
El vendedor de sueños es una película brasileña de 2016 dirigida por Jayme Monjardim, basada en la novela homónima de Augusto Cury. Protagonizada por el uruguayo César Troncoso y el brasileño Dan Stulbach, la película fue incluida en el catálogo de Netflix en mayo de 2020.

## Sinopsis
Un mendigo salva la vida de Julio César, un reconocido psiquiatra que subió hasta un rascacielos convencido de quitarse la vida. El misterioso mendigo se presenta como el "Vendedor de sueños", y gracias a esta proeza se convierte en toda una celebridad, ayudando a las personas a solucionar sus problemas cotidianos. Sin embargo, a pesar de su nueva fama, en el fondo nadie sabe quién es el mendigo o de dónde proviene.

## Reparto
- César Troncoso es Mellon Lincoln.
- Dan Stulbach es Julio César.
- Kaik Pereira es Dimas.
- Thiago Mendonça es Bartolomeu.
- Guilherme Prates es Joao.
- Leonardo Medeiros es Roger.
- Malu Valle es Jurema.
- Nelson Baskerville es Heitor.
- Geytsa Garcia es Julieta.
- Claudia Netto es Patricia.

## Música
- Alexandre Guerra